# Tuchyňa
Tuchyňa (Hongaars: Tohány) is een Slowaakse gemeente in de regio Trenčín, en maakt deel uit van het district Ilava.
Tuchyňa telt 781 inwoners.